# Centraal-Europese Internationale Beker 1931-1932
De Centraal-Europese Internationale Beker van 1931–32 was een vriendschappelijk voetbaltoernooi dat werd gespeeld van 22 februari 1931 tot en met 28 oktober 1932. Het was de tweede (professionele) editie van dit toernooi.
Oostenrijk won het toernooi.

## Opzet en deelnemende landen
Aan het toernooi deden vijf landen mee, allemaal landen uit Centraal-Europa, het ging om Hongarije, Italië, Oostenrijk Tsjecho-Slowakije en Zwitserland. Alle deelnemende landen spelen in een aantal jaar twee wedstrijden tegen elkaar, een uit- en thuiswedstrijd.

## Eindstand
| Pos | Team              | Wed | W | G | V | Ptn | DV | DT | +/− |  | OOS | ITA | HUN | TCH | ZWI |
| --- | ----------------- | --- | - | - | - | --- | -- | -- | --- |  | --- | --- | --- | --- | --- |
| 1   | Oostenrijk        | 8   | 4 | 3 | 1 | 11  | 19 | 9  | +10 |  | —   | 2–1 | 0–0 | 2–1 | 3–1 |
| 2   | Italië            | 8   | 3 | 3 | 2 | 9   | 14 | 11 | +3  |  | 2–1 | —   | 3–2 | 2–2 | 3–0 |
| 3   | Hongarije         | 8   | 2 | 4 | 2 | 8   | 17 | 15 | +2  |  | 2–2 | 1–1 | —   | 2–1 | 6–2 |
| 4   | Tsjecho-Slowakije | 8   | 2 | 3 | 3 | 7   | 18 | 19 | −1  |  | 1–1 | 2–1 | 3–3 | —   | 7–3 |
| 5   | Zwitserland       | 8   | 2 | 1 | 5 | 5   | 16 | 30 | −14 |  | 1–8 | 1–1 | 3–1 | 5–1 | —   |

## Wedstrijden
|                                                   |                     |         |            |                                                                        |
| 22 februari 1931 «onderlinge duels» 15:00 (UTC+1) | Italië              | 2–1     | Oostenrijk | San Siro, Milaan Toeschouwers: 45.000 Scheidsrechter: Paul Ruoff (SUI) |
| 22 februari 1931 «onderlinge duels» 15:00 (UTC+1) | Meazza 34' Orsi 52' | Verslag | 4' Horvath | San Siro, Milaan Toeschouwers: 45.000 Scheidsrechter: Paul Ruoff (SUI) |

|                                                |                            |         |                    |                                                                              |
| 22 maart 1931 «onderlinge duels» 16:00 (UTC+1) | Tsjecho-Slowakije          | 3–3     | Hongarije          | Stadion Letná, Praag Toeschouwers: 26.700 Scheidsrechter: Peco Bauwens (GER) |
| 22 maart 1931 «onderlinge duels» 16:00 (UTC+1) | Svoboda 35', 66' Junek 45' | Verslag | 11', 33', 53' Avar | Stadion Letná, Praag Toeschouwers: 26.700 Scheidsrechter: Peco Bauwens (GER) |

|                                                |                        |         |              |                                                                        |
| 29 maart 1931 «onderlinge duels» 15:00 (UTC+1) | Zwitserland            | 1–1     | Italië       | Wankdorf, Bern Toeschouwers: 22.000 Scheidsrechter: Stanley Rous (ENG) |
| 29 maart 1931 «onderlinge duels» 15:00 (UTC+1) | A. Abegglen 70' (pen.) | Verslag | 85' Cesarini | Wankdorf, Bern Toeschouwers: 22.000 Scheidsrechter: Stanley Rous (ENG) |

|                                                |                        |         |                   |                                                                                |
| 12 april 1931 «onderlinge duels» 16:00 (UTC+1) | Oostenrijk             | 2–1     | Tsjecho-Slowakije | Hohe Wartestadion, Wenen Toeschouwers: 42.000 Scheidsrechter: Paul Ruoff (SUI) |
| 12 april 1931 «onderlinge duels» 16:00 (UTC+1) | Nausch 37' Horvath 42' | Verslag | 38' Silný         | Hohe Wartestadion, Wenen Toeschouwers: 42.000 Scheidsrechter: Paul Ruoff (SUI) |

|                                                |                                                          |         |                    |                                                                                                  |
| 12 april 1931 «onderlinge duels» 16:30 (UTC+1) | Hongarije                                                | 6–2     | Zwitserland        | Hungária Körúti Stadion, Boedapest Toeschouwers: 25.000 Scheidsrechter: Rinaldo Barlassina (ITA) |
| 12 april 1931 «onderlinge duels» 16:30 (UTC+1) | Avar 3', 71', 87' Szábo 35' (pen.) Kalmár 75' Tänzer 76' | Verslag | 4', 8' A. Abegglen | Hungária Körúti Stadion, Boedapest Toeschouwers: 25.000 Scheidsrechter: Rinaldo Barlassina (ITA) |

|                                             |            |     |           |                                                                                 |
| 3 mei 1931 «onderlinge duels» 17:00 (UTC+1) | Oostenrijk | 0–0 | Hongarije | Hohe Wartestadion, Wenen Toeschouwers: 43.000 Scheidsrechter: René Mercet (SUI) |
| 3 mei 1931 «onderlinge duels» 17:00 (UTC+1) | Verslag    |     |           | Hohe Wartestadion, Wenen Toeschouwers: 43.000 Scheidsrechter: René Mercet (SUI) |

|                                               |                                                    |         |                                          |                                                                                |
| 13 juni 1931 «onderlinge duels» 18:00 (UTC+1) | Tsjecho-Slowakije                                  | 7–3     | Zwitserland                              | Stadion Letná, Praag Toeschouwers: 15.000 Scheidsrechter: Albino Carraro (ITA) |
| 13 juni 1931 «onderlinge duels» 18:00 (UTC+1) | Bejbl 12', 53', 82' Silný 48', 58' Bradáč 64', 80' | Verslag | 5' Frasson 33' (pen.) Büche 35' Springer | Stadion Letná, Praag Toeschouwers: 15.000 Scheidsrechter: Albino Carraro (ITA) |

|                                                 |                            |         |                  |                                                                                            |
| 4 oktober 1931 «onderlinge duels» 15:00 (UTC+1) | Hongarije                  | 2–2     | Oostenrijk       | Hungária Körúti Stadion, Boedapest Toeschouwers: 32.000 Scheidsrechter: Peco Bauwens (GER) |
| 4 oktober 1931 «onderlinge duels» 15:00 (UTC+1) | Szábo 42' (pen.) Spitz 65' | Verslag | 56', 86' Zischek | Hungária Körúti Stadion, Boedapest Toeschouwers: 32.000 Scheidsrechter: Peco Bauwens (GER) |

|                                                   |                                 |         |                   |                                                                                  |
| 15 november 1931 «onderlinge duels» 15:00 (UTC+1) | Italië                          | 2–2     | Tsjecho-Slowakije | Stadio Nazionale PNF, Rome Toeschouwers: 35.000 Scheidsrechter: Paul Ruoff (SUI) |
| 15 november 1931 «onderlinge duels» 15:00 (UTC+1) | Pitto 53' Bernardini 57' (pen.) | Verslag | 55', 83' Svoboda  | Stadio Nazionale PNF, Rome Toeschouwers: 35.000 Scheidsrechter: Paul Ruoff (SUI) |

|                                                   |                 |         |                                                                           |                                                                                    |
| 29 november 1931 «onderlinge duels» 14:30 (UTC+1) | Zwitserland     | 1–8     | Oostenrijk                                                                | Stadion Rankhof, Bazel Toeschouwers: 25.000 Scheidsrechter: František Cejnar (TCH) |
| 29 november 1931 «onderlinge duels» 14:30 (UTC+1) | A. Abegglen 32' | Verslag | 10', 63' Gschweidl 33' Zischek 49', 80', 86' Schall 58' Vogl 61' Sindelar | Stadion Rankhof, Bazel Toeschouwers: 25.000 Scheidsrechter: František Cejnar (TCH) |

|                                                   |                                     |         |               |                                                                                  |
| 13 december 1931 «onderlinge duels» 14:30 (UTC+1) | Italië                              | 3–2     | Hongarije     | Stadio Filadelfia, Turijn Toeschouwers: 40.000 Scheidsrechter: René Mercet (SUI) |
| 13 december 1931 «onderlinge duels» 14:30 (UTC+1) | Libonatti 22' Orsi 56' Cesarini 90' | Verslag | 53', 60' Avar | Stadio Filadelfia, Turijn Toeschouwers: 40.000 Scheidsrechter: René Mercet (SUI) |

|                                                   |                       |         |             |                                                                                   |
| 14 februari 1932 «onderlinge duels» 15:00 (UTC+1) | Italië                | 3–0     | Zwitserland | Stadio Partenopeo, Napels Toeschouwers: 30.000 Scheidsrechter: Peco Bauwens (GER) |
| 14 februari 1932 «onderlinge duels» 15:00 (UTC+1) | Fedullo 30', 32', 55' | Verslag |             | Stadio Partenopeo, Napels Toeschouwers: 30.000 Scheidsrechter: Peco Bauwens (GER) |

|                                                |                   |         |            |                                                                            |
| 20 maart 1932 «onderlinge duels» 16:00 (UTC+1) | Oostenrijk        | 2–1     | Italië     | Praterstadion, Wenen Toeschouwers: 63.000 Scheidsrechter: Paul Ruoff (SUI) |
| 20 maart 1932 «onderlinge duels» 16:00 (UTC+1) | Sindelar 56', 58' | Verslag | 66' Meazza | Praterstadion, Wenen Toeschouwers: 63.000 Scheidsrechter: Paul Ruoff (SUI) |

|                                                |                                                        |         |                   |                                                                          |
| 17 april 1932 «onderlinge duels» 15:00 (UTC+1) | Zwitserland                                            | 5–1     | Tsjecho-Slowakije | Hardturm, Zürich Toeschouwers: 21.000 Scheidsrechter: Louis Raguin (FRA) |
| 17 april 1932 «onderlinge duels» 15:00 (UTC+1) | A. Abegglen 17', 41' M. Abegglen 28', 48' Billeter 80' | Verslag | 63' Bradáč        | Hardturm, Zürich Toeschouwers: 21.000 Scheidsrechter: Louis Raguin (FRA) |

|                                             |                  |         |                |                                                                                             |
| 8 mei 1932 «onderlinge duels» 17:00 (UTC+1) | Hongarije        | 1–1     | Italië         | Hungária Körúti Stadion, Boedapest Toeschouwers: 40.000 Scheidsrechter: Sophus Hansen (DEN) |
| 8 mei 1932 «onderlinge duels» 17:00 (UTC+1) | Toldi 44' (pen.) | Verslag | 4' Constantino | Hungária Körúti Stadion, Boedapest Toeschouwers: 40.000 Scheidsrechter: Sophus Hansen (DEN) |

|                                              |                   |         |             |                                                                              |
| 22 mei 1932 «onderlinge duels» 17:00 (UTC+1) | Tsjecho-Slowakije | 1–1     | Oostenrijk  | Stadion Letná, Praag Toeschouwers: 30.000 Scheidsrechter: Moritz Fuchs (GER) |
| 22 mei 1932 «onderlinge duels» 17:00 (UTC+1) | Svoboda 36'       | Verslag | 2' Sindelar | Stadion Letná, Praag Toeschouwers: 30.000 Scheidsrechter: Moritz Fuchs (GER) |

|                                               |                                            |         |                   |                                                                       |
| 19 juni 1932 «onderlinge duels» 16:00 (UTC+1) | Zwitserland                                | 3–1     | Hongarije         | Wankdorf, Bern Toeschouwers: 22,00 Scheidsrechter: Stanley Rous (ENG) |
| 19 juni 1932 «onderlinge duels» 16:00 (UTC+1) | von Känel 47' Passello 64' A. Abegglen 81' | Verslag | 79' (e.d.) Weiler | Wankdorf, Bern Toeschouwers: 22,00 Scheidsrechter: Stanley Rous (ENG) |

|                                                    |                      |         |                   |                                                                                      |
| 18 september 1932 «onderlinge duels» 16:00 (UTC+1) | Hongarije            | 2–1     | Tsjecho-Slowakije | Üllői úti stadion, Boedapest Toeschouwers: 25.000 Scheidsrechter: Otto Ohlsson](SWE) |
| 18 september 1932 «onderlinge duels» 16:00 (UTC+1) | Toldi 78' Titkos 81' | Verslag | 73' Puč           | Üllői úti stadion, Boedapest Toeschouwers: 25.000 Scheidsrechter: Otto Ohlsson](SWE) |

|                                                  |                            |         |              |                                                                                  |
| 23 oktober 1932 «onderlinge duels» 14:45 (UTC+1) | Oostenrijk                 | 3–1     | Zwitserland  | Praterstadion, Wenen Toeschouwers: 55.000 Scheidsrechter: František Cejnar (TCH) |
| 23 oktober 1932 «onderlinge duels» 14:45 (UTC+1) | Müller 14' Schall 54', 67' | Verslag | 68' Abegglen | Praterstadion, Wenen Toeschouwers: 55.000 Scheidsrechter: František Cejnar (TCH) |

|                                                  |                               |         |             |                                                                                  |
| 28 oktober 1932 «onderlinge duels» 15:00 (UTC+1) | Tsjecho-Slowakije             | 2–1     | Italië      | Sportovní Stadion, Praag Toeschouwers: 31.000 Scheidsrechter: Peco Bauwens (GER) |
| 28 oktober 1932 «onderlinge duels» 15:00 (UTC+1) | Bradáč 28' (pen.) Nejedlý 59' | Verslag | 54' Ferrari | Sportovní Stadion, Praag Toeschouwers: 31.000 Scheidsrechter: Peco Bauwens (GER) |

## Topscorers
| Speler            | Land              | Doelpunten |
| ----------------- | ----------------- | ---------- |
| István Avar       | Hongarije         | 8          |
| František Svoboda | Tsjecho-Slowakije | 7          |
| André Abegglen    | Zwitserland       | 6          |
| Anton Schall      | Oostenrijk        | 5          |
| Max Abegglen      | Zwitserland       | 4          |
| Matthias Sindelar | Oostenrijk        | 4          |